# Epiphylax
Epiphylax är ett släkte av skalbaggar. Epiphylax ingår i familjen vivlar.

## Dottertaxa tillEpiphylax, i alfabetisk ordning[1]
- Epiphylax apicalis
- Epiphylax aurolineatus
- Epiphylax binodulus
- Epiphylax brevicornis
- Epiphylax cervinopictus
- Epiphylax clathratus
- Epiphylax costicollis
- Epiphylax cribricollis
- Epiphylax cruralis
- Epiphylax cuneatus
- Epiphylax curtirostris
- Epiphylax ephippiger
- Epiphylax fasciolatus
- Epiphylax griseostriatus
- Epiphylax histrio
- Epiphylax linea-alba
- Epiphylax lineicollis
- Epiphylax lugubris
- Epiphylax murinus
- Epiphylax niger
- Epiphylax oblongulus
- Epiphylax obscuratus
- Epiphylax olsufievi
- Epiphylax planicollis
- Epiphylax punctulicollis
- Epiphylax quadricollis
- Epiphylax scabricollis
- Epiphylax semifrenatus
- Epiphylax septempunctatus
- Epiphylax tenuis
- Epiphylax vadoni
- Epiphylax variegatus
- Epiphylax vicinus